# NGC 5665
NGC 5665 је спирална галаксија у сазвежђу Волар која се налази на NGC листи објеката дубоког неба.
Деклинација објекта је + 8° 4' 45" а ректасцензија 14h 32m 25,6s. Привидна величина (магнитуда) објекта NGC 5665 износи 12,0 а фотографска магнитуда 12,7. Налази се на удаљености од 35,4000 милиона парсека од Сунца. NGC 5665 је још познат и под ознакама UGC 9352, MCG 1-37-24, CGCG 47-84, IRAS 14299+0817, ARP 49, VV 412, KUG 1429+082, PGC 51953.